# Martin Schwalb
Martin Schwalb (Stuttgart, 4 de mayo de 1963) fue un jugador de balonmano alemán que jugaba en la posición de lateral derecho. Fue internacional con la Selección de balonmano de Alemania con la que disputó 193 partidos internacionales en los que ha anotó un total de 594 goles, debutando un 29 de junio de 1983 contra la selección de Rumanía.

## Equipos

### Jugador
- TSG Oßweil (1980-1982)
- Frisch Auf Göppingen (1982-1984)
- TV Großwallstadt (1984-1988)
- TUSEM Essen (1988-1990)
- SG Wallau-Massenheim (1990-1998)

### Entrenador
- SG Wallau-Massenheim (1998-2005)
- HSV Hamburg (2005-2011)
- HSV Hamburg (2012-2014)
- Rhein-Neckar Lowen (2019-2021)

## Méritos y distinciones
- Jugador de balonmano del año en Alemania 1996
- Máximo goleador de la Bundesliga 1995/96 (230 goles)